# Trombosi venosa superficial
La trombosi venosa superficial (TVS) és un coàgul de sang format en una vena superficial, una vena prop de la superfície del cos. Normalment, hi ha tromboflebitis, que és una reacció inflamatòria al voltant d'una vena trombosada, que es presenta com una induració dolorosa (engrossiment de la pell) amb envermelliment. Els llocs més freqüentment afectats del sistema venós superficial són les extremitats inferiors, especialment les safenes (major i menor), sobretot en relació amb varicositats.
La SVT en si té una significació limitada (en termes de morbiditat directa i mortalitat) en comparació amb una trombosi venosa profunda (TVP), que es produeix més profundament al cos a la nivell del sistema venós profund. Tanmateix, la TVS pot provocar complicacions greus (així com indicar altres problemes greus, com ara mutacions genètiques que augmenten el risc de coagulació) i, per tant, ja no es considera una malaltia benigna. Si el coàgul de sang està massa a prop de la unió safenofemoral hi ha un risc més elevat d'embòlia pulmonar, una complicació que pot posar en perill la vida.
La TVS té factors de risc similars als d'altres trastorns trombòtics i poden sorgir per diverses causes.
El diagnòstic es basa sovint en els símptomes.
Hi ha múltiples tractaments possibles, amb l'objectiu d'alleujar els símptomes i prevenir complicacions.